# Młodzieżowe Mistrzostwa Polski Par Klubowych na Żużlu 1992
Młodzieżowe Mistrzostwa Polski Par Klubowych na Żużlu 1992 – zawody żużlowe, mające na celu wyłonienie medalistów młodzieżowych mistrzostw Polski par klubowych w sezonie 1992. Rozegrano trzy turnieje eliminacyjne oraz finał, w którym zwyciężyli żużlowcy Apatora Toruń.

## Finał
- Toruń, 22 września 1992
- Sędzia: Jerzy Kaczmarek

| Miejsce | Kluby                       | Suma | Zawodnicy                                                  | Punkty                                           |
| ------- | --------------------------- | ---- | ---------------------------------------------------------- | ------------------------------------------------ |
| złoto   | Apator Toruń                | 26   | Robert Sawina Tomasz Bajerski Sławomir Derdziński          | 12 (3,3,1,u,2,3) 14 (2,2,2,3,3,2) ns             |
| srebro  | Unia Tarnów                 | 22   | Robert Kużdżał Jacek Rempała Mirosław Cierniak             | 12 (1,3,3,3,1,1) 10 (3,2,1,2,2,0) ns             |
| brąz    | Morawski Zielona Góra       | 19   | Andrzej Zarzecki Artur Pawlak Piotr Protasiewicz           | 11 (2,1,2,3,3,d) 0 (0,–,–,–,–,–) 8 (–,0,3,1,1,3) |
| 4       | Stal Gorzów Wlkp.           | 18   | Marek Hućko Robert Flis Mariusz Staszewski                 | 16 (2,3,3,2,3,3) 1 (u,1,0,0,0,–) 1 (–,–,–,–,–,1) |
| 5       | Iskra Ostrów Wlkp.          | 17   | Arkadiusz Matuszak Marek Latosi Paweł Dymny                | 6 (0,0,2,1,2,1) 11 (1,2,3,u,3,2) ns              |
| 6       | Victoria – Rolnicki Machowa | 14   | Grzegorz Rempała Paweł Jachym                              | 10 (3,1,1,2,2,1) 4 (1,3,0,0,0,d)                 |
| 7       | GKM Grudziądz               | 9    | Grzegorz Wiśniewski Piotr Markuszewski Dariusz Danielewski | 0 (d,0,d,–,–,–) 9 (2,1,1,2,1,2) 0 (–,–,–,u,0,0)  |